# Bérault
Bérault – stacja metra linii nr 1 metra w Paryżu. Stacja znajduje się w gminach Saint-Mandé i Vincennes. Została otwarta 24 marca 1934 r.